# Aída Peláez de Villa Urrutia
Aída Peláez Martínez (conocida también por su seudónimo Eugenio, La Habana, 5 de febrero de 1895 - ?) fue una escritora, periodista, sufragista y activista feminista cubana. Fue una de las artífices de la campaña sufragista en Cuba a partir de la década de 1910 junto a Amalia Mallén y Digna Collazo; en este marco, fue partícipe de varias organizaciones pro-feministas.

## Vida y obra
Fue hija de Rodolfo Manuel José Jesús Peláez y Hernández y Adela María Aída de la Caridad Martínez y Díaz Morales, y comenzó a escribir a corta edad; tras la negativa de su padre a darle autorización para continuar con dicha labor, utilizó el seudónimo Eugenio a petición de su madre.
Aída fue una de las pioneras del movimiento feminista en Cuba. Participó de la Unión Continente Femenina, organización donde ocupó un cargo dirigencial, y militó en el Partido Nacional Sufragista de la que fue su vicepresidenta y representante en el I Congreso de Mujeres (1923); también fundó la Mesa Redonda Panamericana y la Casa de la Mujer de América. Por otro lado, «es la primera mujer que ha figurado como Vocal en la Junta de Gobierno del Ateneo de la Habana, habiendo sido reelecta tres veces para el mismo».
En 1923, publicó Necesidad del voto para la mujer en la revista El Sufragista y El sufragio femenino a través de la Imprenta El Siglo XX. Además, fue redactora del periódico La discusión, La Mujer —junto a Domitila García de Coronado y Isabel Margarita Ordetx—, de Atlántida junto a Clara Moreda, y de la revista literario-cultural Ideal, de la que también fue fundadora en 1919.